# Mychajło Czerkawski
Mychajło Czerkawski (Michał Czerkawski), ukr. Михайло Черкавський – Mychajło Czerkawśkyj (ur. 30 listopada 1878 w Jakimowcach, powiat krzemieniecki guberni wołyńskiej, zm. 6 listopada 1929 we Lwowie) – ukraiński działacz społeczny na Wołyniu, pedagog i publicysta, senator RP I kadencji. Współzałożyciel i wiceprzewodniczący pierwszego zarządu Ukraińskiego Zjednoczenia Narodowo-Demokratycznego (UNDO).
Pochodził z ukraińskiej rodziny ziemiańskiej. Jego ojcem był Konstanty, matką – Barbara z d. Karnkowska. Po ukończeniu w 1900 prawosławnego seminarium duchownego w Krzemieńcu rozpoczął studia na oddziale literatury i języków słowiańskich Wydziału Historyczno-Filologicznego Uniwersytetu Warszawskiego (wówczas uniwersytet rosyjski i rosyjskojęzyczny). W czasie studiów w Warszawie członek nielegalnej organizacji Ukraińska Studenska Hromada. W okresie rewolucji 1905 roku solidaryzował się z Polakami i uczestniczył w strajku studenckim o wprowadzenie języka polskiego jako języka wykładowego na Uniwersytecie Warszawskim. W konsekwencji musiał przenieść się do Petersburga, gdzie na uniwersytecie uzyskał w 1907 dyplom I stopnia.
Rozpoczął pracę zawodową jako wykładowca literatury i języka rosyjskiego w gimnazjum w Komracie w guberni besarabskiej. W latach 1910–1915 profesor gimnazjum państwowego w Łucku. Przed 1914 publikował w jedynej gazecie wydawanej w Kijowie w języku ukraińskim – Radzie. Po wybuchu I wojny światowej i ofensywie armii Państw Centralnych po bitwie pod Gorlicami został ewakuowany razem ze szkołą do Biełgorodu w guberni kurskiej. Kontynuował pracę w gimnazjum i prowadził wykłady w Instytucie Nauczycielskim.
Po wybuchu rewolucji 1917 i obaleniu caratu mianowany przez Ukraińską Centralną Radę gubernialnym wołyńskim komisarzem oświaty z siedzibą w Żytomierzu. Organizował tam szkoły ukraińskie i kursy ukrainoznawstwa. Założył wówczas filię Proswity w Krzemieńcu. Wspólnie z Samijłem Pidhirskim redagował tygodnik „Hromadianyn” (pol. Obywatel) i dziennik „Wołyńska Gazeta”. W 1918 deputowany do Konstytuanty z listy Ukraińskiej Partii Socjalistów-Federalistów.
Po zamachu stanu Pawła Skoropadskiego i ustanowieniu hetmanatu w 1918 kierował wołyńskim wydziałem organizacji Ukraińskij Nacjonalnyj Sojuz, opozycyjnej wobec hetmana Skoropadskiego. Za krytykę tej polityki na łamach „Wołyńskiej Gazety” dziennik został zamknięty, a Czerkawskyj na krótko aresztowany. Po zajęciu Wołynia przez Armię Czerwoną odmówił udziału w życiu politycznym. Osiedlił się w Dubnie, następnie w Krzemieńcu, gdzie pracował nad ukrainizowaniem szkolnictwa. W latach 1920–1921 dyrektor seminarium nauczycielskiego w Dermaniu, aż do jego zamknięcia przez władze polskie.
W lipcu 1925 współzałożyciel Ukraińskiego Zjednoczenia Narodowo-Demokratycznego (UNDO), członek pierwszego prezydium organizacji (wiceprezes). W latach 1925–1927 uczestnik delegacji ukraińskiej na III, IV i V Kongres Mniejszości Narodowych w Genewie.
W czerwcu 1925 współzałożyciel stowarzyszenia Ukrajinśkyj Narodnyj Dim w Krzemieńcu i członek jego Rady Nadzorczej, prezes filii Proswity w Krzemieńcu. W 1928 radny miejski w Łucku. W latach 1926–1929 wydawał w Łucku czasopismo „Hromada”, później – „Ukrajinśka Hromada”.
W 1922 członek Centralnego Komitetu Wyborczego Bloku Mniejszości Narodowych. W latach 1922–1927 był senatorem I kadencji z listy nr 16 (Bloku Mniejszości Narodowych) z województwa wołyńskiego. Wiceprezes, następnie prezes Klubu Ukraińskiego, przewodniczący Ukraińskiej Reprezentacji Parlamentarnej.
Autor opublikowanych w Petersburgu prac: Zagadnienia narodowe w Rosji i Uniwersytet Ludowy w Szwecji Autor wierszy drukowanych w pismach ukraińskich, m.in. w „Nowej Ukrainie” (Kijów); tłumacz Adama Mickiewicza, Władysława Syrokomli i Antoniego Langego publikowanych w ukraińskim piśmie „Deklamator”. Członek Towarzystwa Ukraińskich Literatów i Dziennikarzy im. Iwana Franki.
Pochowany na Cmentarzu Łyczakowskim we Lwowie.
Po agresji ZSRR na Polskę rodzina Mychajło Czerkawskiego została aresztowana przez NKWD. Żona Maria zmarła w 1960 po powrocie z zesłania, córka Natalia Biłyńska, absolwent Uniwersytetu Warszawskiego zmarła w 1942 w łagrze, lub więzieniu sowieckim. Syn Jerzy (Jurko) Czerkawskyj został rozstrzelany przez Gestapo w 1943 na dziedzińcu więzienia w Krzemieńcu.